# Alberto Palacio

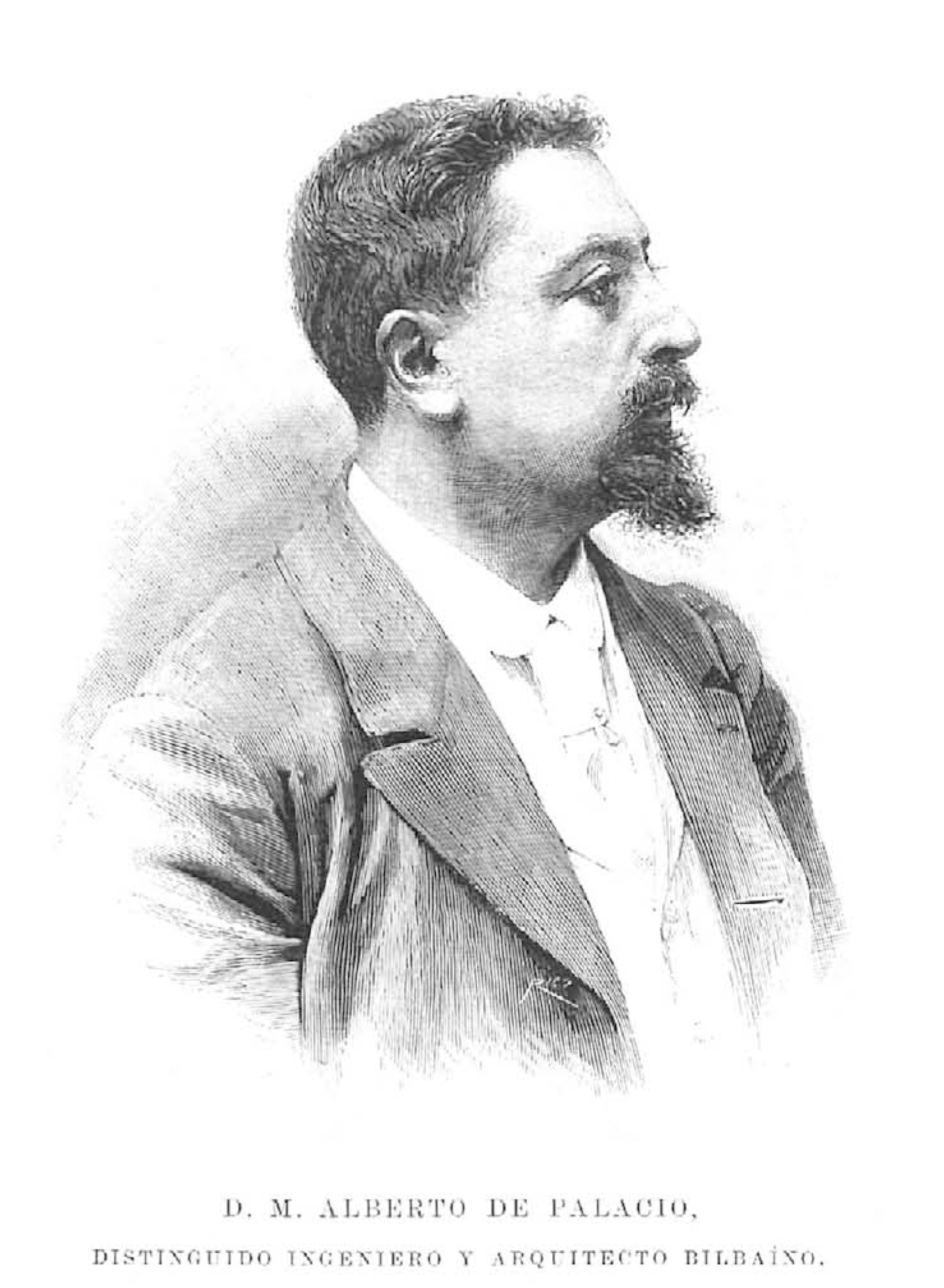
Alberto de Palacio

Paz Martin Alberto de Palacio y Elissague (* 24. Januar 1856 in Sare, Frankreich; † 11. Mai 1939 in Getxo, Spanien) war ein französisch-spanischer Ingenieur und Architekt.
Alberto Palacio wuchs in Sare und Sandamadi (Gordexola), Bizkaia auf und konnte sich in Baskisch, Spanisch und Französisch verständigen. Er studierte Architektur in Barcelona und vertiefte seine Ausbildung mit dem Studium von Mathematik, Ingenieurwissenschaften, Astronomie und Medizin in Paris, wo er auch Unterricht bei Gustave Eiffel genoss. Nach dem Studium arbeitete Palacio mehrere Jahre in Madrid, bevor er an seinem bekanntesten Bauwerk, dem Puente de Vizcaya in der Nähe von Bilbao, arbeitete.

## Bauwerke

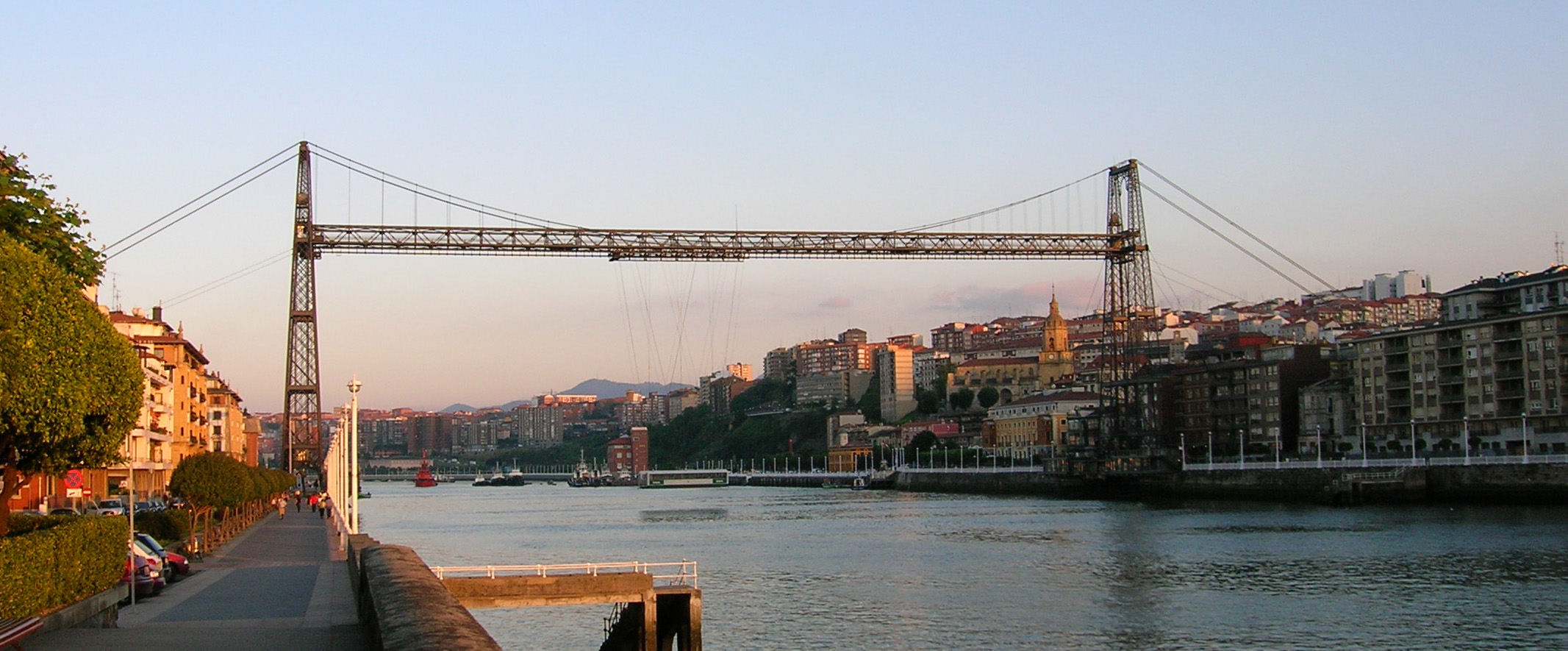
Puente de Vizcaya, Schwebefähre bei Bilbao

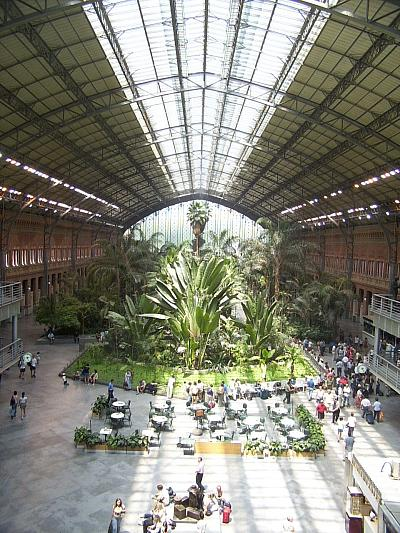
Haupthalle des Bahnhofs Madrid Atocha

Alberto Palacio verwendete hauptsächlich Eisen und Glas für seine Bauwerke, wobei er stets nach innovativen und funktionalen Lösungen suchte. Das Hauptwerk, mit welchem Alberto auch internationale Anerkennung erlangte, ist der Puente de Vizcaya in der Hafeneinfahrt von Bilbao. Die Anlage ist die älteste Schwebefähre der Welt und wurde in den Jahren 1890 bis 1893 unter Mithilfe seines Bruders Silvestre de Palacio errichtet.
Zu seinen früheren Werken gehören der Palacio de Velázquez (1881 bis 1883) und der Palacio de Cristal (1887) im Parque del Buen Retiro, Madrid. Beide Bauwerke entstanden unter der Leitung des Architekten Ricardo Velázquez Bosco in Zusammenarbeit mit dem Keramiker Daniel Zuloaga.

### Chronologische Auflistung der Bauwerke
- Palacio de Velázquez im Parque del Buen Retiro, Madrid (1881–1883)
- Hauptgebäude der Bank von Spanien, Madrid (1884–1891)
- Palacio de Cristal im Parque del Buen Retiro, Madrid (1887)
- Bahnhof Madrid Atocha (1889–1892), zusammen mit Ingenieur Henry Saint James
- Puente de Vizcaya, Schwebefähre (1890–1893)
- Osram Fabrik am Paseo de Santa María de la Cabeza in Madrid (1914–1916)